# Werner Fischer (Politiker, 1925)
Werner Fischer (* 19. Dezember 1925 in Danzig; † 4. September 1998) war ein deutscher Politiker der NPD.

## Leben
Nach dem Schulbesuch absolvierte Fischer ab 1940 eine Lehre zum Augenoptiker. Gleichzeitig bildete er sich in der Abendschule fort und wurde daraufhin zum „Langemarck-Studium“ zugelassen.
Vom 30. Januar 1943 bis 8. Mai 1945 war Fischer in der 2. Sanitätsabteilung der 10. SS-Panzer-Division „Frundsberg“.
Nach schwerer Verwundung geriet er in Kriegsgefangenschaft, aus der er 1946 entlassen wurde. Nachdem er zunächst in einer Versehrteneinrichtung in Flensburg als Werkmeister beschäftigt wurde, war er von 1948 bis 1950 bei der Flensburger Schiffbau-Gesellschaft als Elektroschweißer tätig. Nach erfolgreichem Abschluss der Fachschule für Optik und Fototechnik in Berlin war er als Geschäftsführer bei einem Augenoptiker tätig und gleichzeitig Vorsitzender des Bundesverbandes nichtselbständiger Augenoptiker. 1960 machte er sich mit einem eigenen Geschäft in Kassel selbständig.
Fischer war Kreisvorsitzender der NPD in Kassel und gehörte auch dem hessischen Landesvorstand der Partei an. Er war vom 1. Dezember 1966 bis 30. November 1970 Landtagsabgeordneter in Hessen. Vom 10. Juni 1969 bis zum 14. Juli 1970 war er Fraktionsvorsitzender der NPD im Landtag. Der Landtag wählte ihn 1969 zum Mitglied der Bundesversammlung, die Gustav Heinemann zum Bundespräsidenten wählte.
Am 17. September 1969 soll er Klaus Kolley, dem „Ordnungsdienst-Beauftragten“ der NPD, in seinem Haus in Kassel Unterschlupf und Fluchtmöglichkeit geboten haben, nachdem dieser auf linke Demonstranten, darunter Bernd F. Lunkewitz geschossen haben soll. Daraufhin wurden später Fenster an Fischers Haus eingeworfen und Farbbeutel an die Wände geschleudert. Der Hessische Landtag hob Fischers Immunität auf, um ein Verfahren wegen des Verdachtes der Begünstigung einzuleiten. Fischer bestritt die Vorwürfe, diese wurden jedoch von seinem eigenen Sohn bestätigt.